# Geo Condé
Georges Jean Condé, dit Geo Condé (ce qui se prononce « Jo Condé »), est un artiste, peintre, sculpteur, céramiste et marionnettiste français né le 25 juin 1891 à Frouard (Meurthe-et-Moselle) et mort le 3 juin 1980 au hameau La Poste-de-Velaine (commune de Velaine-en-Haye, Meurthe-et-Moselle), où il résidait depuis 1960. 

## Biographie
Fils d'un épicier de Frouard, Georges Condé s'initie très tôt à la peinture et à la musique. Vers l’âge de dix ans, il construit un petit théâtre de marionnettes éclairé à la bougie. Un incendie accidentel parti de ce castelet manque de mettre le feu à la maison familiale.
Lors de la fermeture des écoles religieuses en France, ses parents l'envoient en pension en Belgique. Il y termine ses études et entre à l'école d’architecture de Bruxelles. Après avoir été mobilisé (pour trois ans normalement) en 1911, il participe à la Grande Guerre et passe en 1916 son brevet d'aviateur. Après sa démobilisation, il entre à l'École nationale supérieure d'art de Nancy, où il est l'élève de Victor Prouvé. Il avait épousé sa cousine Marguerite Baudot le 25 avril 1917 à Gevrey-Chambertin et leur premier enfant, Bruno Condé, est né en 1920.

## Le sculpteur et le céramiste

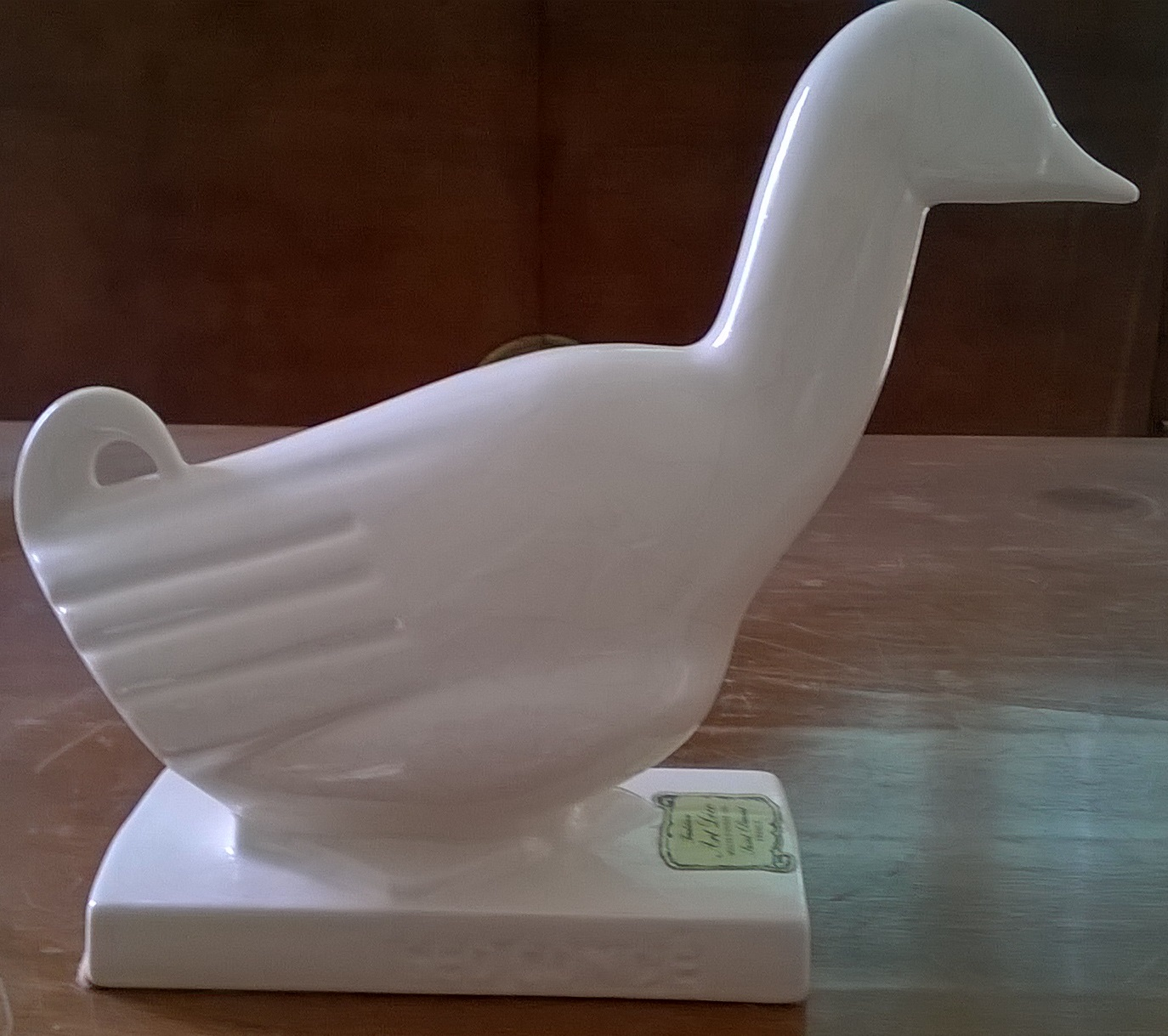
Oie en faïence craquelée - Geo Condé pour la manufacture de Lunéville-Saint-Clément.

En 1922, au moment du rachat de l'entreprise Keller & Guérin par la famille Fenal, Georges Condé intègre le groupe Faïencerie de Lunéville-Saint-Clément et Badonviller comme modéliste quasiment en même temps que les frères Mougin. Il sera d'abord chargé de décorer les vases créés par les frères Mougin , avec une légère influence du cubisme, et de réaliser des motifs décoratifs pour les faïences de table .
Il y développera ensuite un bestiaire en faïence craquelée pour Saint-Clément — dont une grande panthère, un poisson exotique, un pingouin en 1931 pour le Bon Marché... — un des sculpteurs les plus prolifiques de la faïencerie avec Charles Lemanceau . Ces animaux sont édités notamment pour les ateliers d'art des grands magasins (Primavera, la Maîtrise, Pomone...) en cela fidèle à l'enseignement de son maître, Victor Prouvé, qui avait lancé un mouvement en faveur de l'art pour tous . 
Geo Condé figure en 1931 dans le  dictionnaire biographique des artistes contemporains. Il devient  à partir de 1933 (ou beaucoup plus tôt, selon les sources) le conseiller artistique de la faïencerie de Lunéville-Saint-Clément,  jusqu'en 1939, date à laquelle il sera de nouveau mobilisé . Ses modèles en faïence (vases, figurines, bestiaire et vaisselle), dans la tendance Art déco, sont aujourd’hui recherchés par les collectionneurs .

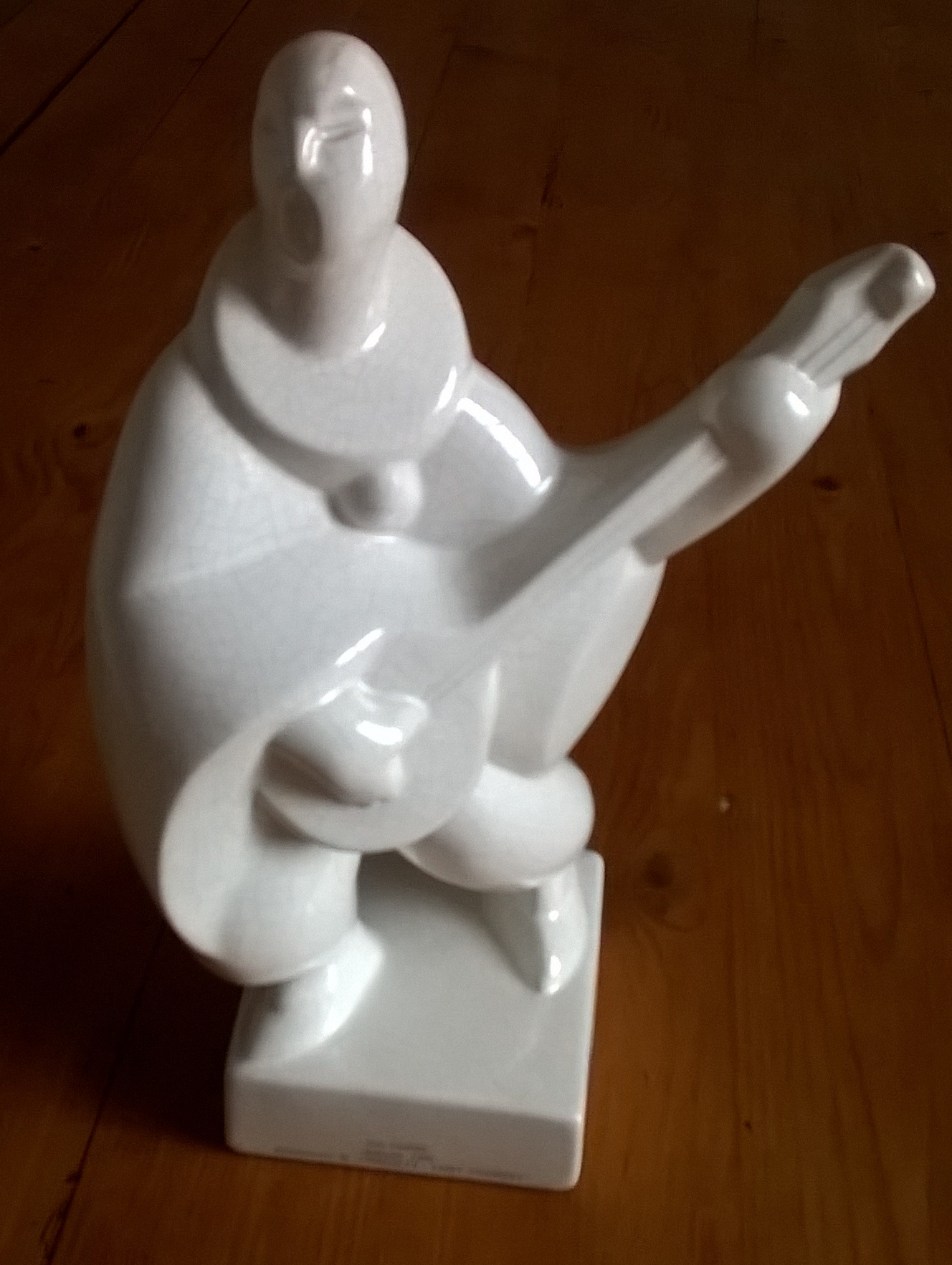
Clown au banjo : Geo Condé - réalisé vers 1925 pour la faïencerie de Saint-Clément.

## Le peintre
À partir de 1920, Georges Condé côtoie les peintres Louis Guingot et son fils sculpteur Henri Guingot, Gaston Ventrillon (dit le jeune), Victor Guillaume, etc. dans la Jeune école Lorraine. Il expose dès 1923 à Paris et Nancy et présente en 1924 un tableau, Paysage à Liverdun, au Salon des indépendants, où il expose jusqu'en 1929. Il développe un style très original, un « tempérament »  – qui parfois déplaît –, ce qui explique qu'en 1926, à l'occasion du « comité Nancy-Paris », une de ses toiles, où figure un nu féminin, ait été retournée face contre mur ! Il continue à peindre jusqu'en 1978.
En 1928, il expose au Salon d'automne les toiles Paysage en Espagne et Paysage en Lorraine.  La diversité des techniques est l'une des caractéristiques de son tempérament. Dans les années 1920, la peinture au couteau alterne avec des huiles parfaitement lisses, des sanguines et des gouaches aux couleurs vives. Les sujets, portraits ou paysages, sont librement stylisés, voire, pour les paysages urbains, reconstruits ou vus d'un ciel imaginaire. À partir de 1946 il pratiquera en outre la peinture sous le verre inspirée des ex-voto d'Europe centrale. Les sujets, d'abord sacrés, se diversifient bientôt pour faire place aux coqs stylisés et aux nus qui, sur tous les supports, l'inspirent particulièrement. Chaque été, dans les années 1950, il visite une région (Bretagne, Corse, Normandie, Côte d’Azur…) d'où il rapporte des paysages, fidèles à la réalité mais généralement dépouillés, associant pastel, fusain, crayon, gouache, qui s'ajoutent aux sites de la Lorraine, depuis les montagnes vosgiennes jusqu'aux rudesses du Nord en passant par le plat pays qui les relie, dont il a su capter les couleurs timides. Sa peinture à l'huile des années 1950 est au contraire très colorée et riche de fantaisie. Cette période voit également une brève incursion dans le domaine de l'abstraction. Dans les années 1960, il ira jusqu'au bout de sa fascination pour les dessins d'enfants où l'essentiel est privilégié, en représentant des chats filiformes dont le premier exemplaire sera relégué dans un coin obscur du Salon des artistes lorrains. La même année, la ville d'Épinal lui décerna son grand prix. Dans l'intimité, il disait volontiers s'y être senti mieux apprécié qu'à Nancy.

## Théâtre et marionnettes
Il est associé à la création, en 1934, d'un théâtre de marionnettes à fils au sein du Groupe des étudiants catholiques (GEC) de Nancy,  Il en recevra à l'occasion de l'Exposition universelle de 1937 une médaille d'argent . En 1941, il forme Jacques Félix (futur créateur des Comédiens de chiffons et du Festival mondial des théâtres de marionnettes de Charleville-Mézières) aux techniques de la marionnette à gaine. En 1947 il crée sa propre compagnie, le « Théâtre de la Maison de Lorraine ». Sa compagnie propose des spectacles de marionnettes à gaines et à fils pour tous les âges jusque dans les années 1960. Le festival Geo Condé, de renommée internationale dans le domaine des marionnettes, est organisé tous les deux ans par l'association "Action Culturelle du Val de Lorraine". Les deux dernières éditions étant 2019 et 2021. 